# Al-Suwaira District
Al-Suwaira District är ett distrikt i Irak.   Det ligger i provinsen Wasit, i den centrala delen av landet, 60 km sydost om huvudstaden Bagdad.
Följande samhällen finns i Al-Suwaira District:
- Aş Şuwayrah